# Курт Діггінс
Курт Діггінс (нім. Kurt Diggins; 17 жовтня 1912, маєток Морберг біля Екернферде — 1 березня 2007, Бонн) — німецький офіцер-підводник, капітан-лейтенант крігсмаріне, капітан-цур-зее бундесмаріне.

## Біографія
8 квітня 1934 року вступив на флот. Пройшов тривалу підготовку. З квітня 1939 року — ад'ютант на важкому крейсері «Адмірал граф Шпее». Після загибелі крейсера 17 грудня 1939 року був інтернований в Уругваї. Здійснив 18 спроб втекти і повернутися в Німеччину. В червні 1940 року зміг втекти в Аргентину і вирушив в Буенос-Айрес, звідки під виглядом румуна у вересні повернувся в Німеччину. Служив в 6-й, з грудня — 5-й флотилії мінних тральщиків. В квітні-листопаді 1941 року пройшов курс підводника і командира підводного човна. З 12 грудня 1941 року — командир підводного човна U-458, на якому здійснив 7 походів (разом 170 днів у морі) і потопив 2 кораблі загальною водотоннажністю 7584 тонни.
| Дата           | Назва корабля | Тип               | Тоннаж | Вантаж                              | Екіпаж | Загинули | Країна             | Конвой |
| -------------- | ------------- | ----------------- | ------ | ----------------------------------- | ------ | -------- | ------------------ | ------ |
| 30 червня 1942 | Mosfruit      | Торговий теплохід | 2,714  | Генеральні вантажі і морожене м'ясо | 36     | 0        | Норвегія           |        |
| 5 серпня 1942  | Arletta       | Паровий танкер    | 4,870  | Баласт                              | 39     | 34       | Британська імперія | ON-115 |

22 серпня 1943 року U-458 був потоплений в Середземному морі південно-східніше Пантеллерії (36°25′ пн. ш. 12°39′ сх. д.) глибинними бомбами британського есмінця Істон та грецького есмінця Піндос. 8 членів екіпажу загинули, 39 (включаючи Діггінса) були врятовані і взяті в полон. 5 вересня 1947 року звільнений.
В 1956 році вступив в бундесмаріне. З жовтня 1961 року — командир ескортного фрегата «Емден». Остання посада — начальник відділу Федерального міністерства оборони в Бонні.
В 1970-х роках — виконавчий директор Асоціації офіцерів ВМС. З 1 квітня 1973 року — член Боннського морського товариства Німецької військово-морської асоціації. В 1973 році став одним із співзасновників Німецького військово-морського інституту. В 1980 роках — голова Боннської ярмарки офіцерів ВМС. З 19 листопада 1982 по квітень 1992 року — президент Асоціації німецьких підводників. З 15 лютого 1998 по 31 грудня 2006 року — член Бортового товариства членів екіпажу «Емдена». Окрім цього, Діггінс був покровителем випуску 1934 року.

## Звання
- Кандидат в офіцери (8 квітня 1934)
- Морський кадет (26 вересня 1934)
- Фенріх-цур-зее (1 липня 1935)
- Оберфенріх-цур-зее (1 січня 1937)
- Лейтенант-цур-зее (1 квітня 1937)
- Оберлейтенант-цур-зее (1 квітня 1939)
- Капітан-лейтенант (1 січня 1942)
- Корветтен-капітан (1956)
- Фрегаттен-капітан (1961)
- Капітан-цур-зее (1963)

## Нагороди
- Медаль «За вислугу років у Вермахті» 4-го класу (4 роки)
- Залізний хрест
  - 2-го класу (грудень 1939)
  - 1-го класу (1943)
- Нагрудний знак мінних тральщиків (1940)
- Нагрудний знак флоту (15 липня 1941)
- Нагрудний знак підводника (16 жовтня 1942)
- Бронзова медаль «За військову доблесть» (Італія) (16 серпня 1943)
- Почесний виконавчий директор Асоціації офіцерів ВМС
- Почесний президент Асоціації німецьких підводників (квітень 1992)[2]
- Золота медаль Заслуг Німецької військово-морської асоціації з діамантами (1999) — «за його корисну роботу і постійне просування військово-морських ідей.»